# Shin Seung-chan
Shin Seung-chan (født 6. december 1994) er en sydkoreansk badmintonspiller.
Hun vandt olympisk bronze i kvindernes double i forbindelse med de olympiske badmintonturneringer i 2016 i Rio de Janeiro.